# Rob Spencer
Robert Frederick „Rob“ Spencer (* November 1965) ist ein englischer professioneller Schiedsrichter der Billardvariante Snooker.

## Leben
Rob Spencer ist selbst aktiver Snookerspieler mit einem höchsten Break von 139. Er erwarb seine Schiedsrichterlizenz im Jahr  2011 und das erste professionelle Spiel, das er leitete, war ein PTC-Event in Gloucester, zwischen Anthony Hamilton und Stephen Maguire  Bislang hat er 12 Finals geleitet. In den von ihm geleiteten Spielen wurden bislang (2024) 12 Maximum Breaks gespielt.
Als das beste von ihm geleitete Spiel nennt er das Halbfinale des Masters 2022 zwischen Neil Robertson und Mark Williams – „es war ein großartiges Spiel“. Als witzigstes Ereignis nennt er eine Situation in einem Spiel während der Covid-Pandemie als ihn Ben Woollaston bat, ein Haar vom Spielball zu entfernen und er vergeblich versuchte es wegzupusten – weil er eine Maske trug. In seiner Tasche sind während eines Spiels immer zwei Ballmarker, eine Münze und seit einiger Zeit eine Sicherheitsnadel, seitdem ihm einmal kurz vor einem Spiel der Gesäßboden seiner Hose gerissen war.
Er bezeichnet sich als Arbeitstier und wenn er nicht arbeitet, verbringt er Zeit mit der Familie und Freunden.
Neben der Tätigkeit am Tisch (Spielleitung, aber auch Reichen und Zurücklegen der Hilfsqueues) haben Snookerschiedsrichter auch Aufgaben im Hintergrund. Als Marker kontrollieren sie die Anzeigetafel, führen das Spielprotokoll und helfen dem Tischschiedsrichter ggf. nach einem Miss, die ursprüngliche Spielsituation wiederherzustellen.

## Geleitete Finals

### Ranglistenturniere
- Championship League: 2018, 2019, 2022/23
- Welsh Open 2019
- German Masters: 2020, 2021
- Tour Championship 2020
- Champion of Champions 2020
- English Open 2021
- WST Classic 2023
- UK Championship 2023
- Northern Ireland Open 2024